# Iglesia de la Asunción de María (Cutzamala de Pinzón)
La iglesia de La Asunción de María de Cutzamala (México) la empieza a construir fray Juan Bautista Moya en 1555 después de la Pungarabato y Tuzantla; su construcción duró diez años prestándose en el trabajo todos los indígenas de la población, dice el Ing. Alfredo Mundo Fernández en su libro Cutzamala Magia de un Pueblo, agregando que se terminó en 1565. Al mismo tiempo se construyó el Convento anexo en la parte Norte de la iglesia con su claustro, corredor y celdas.
Dice que los agustinos construyeron iglesias en la Nueva España parecidas a castillos feudales únicamente entre 1540 y 1570, por lo que la de Cutzamala es de ese tipo de edificios, lo cual se comprueba al verla en lo alto de la loma. La Iglesia fue, pues, construida por los agustinos de Michoacán y Cutzamala perteneció a su Obispado de 1536 a 1863 en que pasa a la Diócesis de Chilapa y en 1965 a la de Ciudad Altamirano. Sigue diciendo el libro Cutzamala Magia de un Pueblo que la iglesia es de arquitectura Plateresca, que en España llamaban Gótico Isabelino; tiene puerta romana estilo corintio de arco de medio punto; dos pares de columnas estriadas acanaladas por cada lado de la puerta principal; grutesco, pináculos, ventana del coro con otro grutesco antropomorfo y en la parte superior se remata con un medallón con la figura labrada de la Virgen de la Asunción, la Patrona del Pueblo. 
En la puerta Norte hay otra puerta romana estilo corintio con una columna acanalada a cada lado y en la parte superior un hermoso cuadro labrado en piedra con las figuras de San José y el Niño Jesús. Tanto eso como lo del interior de la iglesia y el convento lo narra maravillosamente el Ing. Alfredo Mundo Fernández en su citado libro. Finaliza con el convento diciendo que fue uno de los más notables del Obispado de Michoacán, y que el claustro tiene columnas abalaustradas que han sido dañadas por los restauradores que inmediatamente fueron despedidos. 
Dice Cutzamala Magia de un Pueblo que en una carta de 1809 a la Mitra de Michoacán, el Generalísimo Morelos califica a la iglesia de Cutzamala como La Mejor de Tierra Caliente. Otro gran conocedor de iglesias, por vivir en Valladolid hoy Morelia,fue el Canónigo Doctoral de Michoacán el Dr. José Guadalupe Romero, que en sus NOTICIAS del Obispado de Michoacán dice que Cutzamala tiene (en 1860) una iglesia Magnífica, que es un Soberbio Edificio y se le puede considerar La Catedral de la Comarca. La iglesia de Cutzamala tuvo una grandísima participación en la Guerra de Independencia, en la Guerra de Reforma y en la Revolución Mexicana de 1910, según muchos oficios de la Secretaría de la Defensa Nacional.
- Datos: Q6447176